# Plasmodium knowlesi
Plasmodium knowlesi — один з видів паразитичних найпростіших з роду Plasmodium, що спричинює малярію у макак, але може паразитувати й у людей. Передається людині при укусах комарів роду Anopheles.

## Історичні факти
Вважається, що P. knowlesi вперше виявив у мазках крові макак італійський паразитолог Д. Франчіні в 1927 році. Він не зміг тоді визначити видову приналежність спостереженого ним плазмодія, але зазначив, що він відрізняється від добре відомих на той момент малярійних паразитів макак — P. inui та Р. cynomolgi. У 1932 році Р. Ноулз і Б. М. Дас Гупта детально описали плазмодія і висловили думку, що він може заражати і людей. Надалі, плазмодію було присвоєно назву knowlesi в честь Роберта Ноулза (англ. Robert Knowles). У 1930—1950 роках P. knowlesi успішно використовували в штучному лікуванні нейросифілісу. У 1965 році було вперше описано природне зараження людини P. knowlesi в Малайзії.

## Особливості життєвого циклу і будова
У циклі розвитку плазмодіїв відбувається чергування:
- безстатеве розмноження шляхом множинного поділу (шизогонія), яке в свою чергу має 2 стадії, що йдуть послідовно:

- тканинна (відбувається в печінці людини),
- еритроцитарна;

- статевий розвиток (спорогонія), який відбувається в організмі комара роду Anopheles.

Детальніші відомості з цієї теми ви можете знайти в статті Плазмодій.

### Тканинна шизогонія
Тканинні форми P. knowlesi, як й інші плазмодії приматів, розвиваються в клітинах паренхіми печінки з появою структур, які є досить своєрідними. Найбільш ранні форми спостерігали через 92 години після інфікування. На цьому етапі вони займали більшу частину розширеного гепатоциту з овальним паразитом з гладким контуром всередині. Найбільш яскравою особливістю була чітка відокремленість хроматину та цитоплазми, причому остання згущувалася у флокули. Вакуоли були чіткими. Ядра були великими, численними і мали в собі  сукупність хроматинових точок. В основному, не було особливої чіткості в розмежуванні ядра і цитоплазми. Було описано 117-годинну  форму тканинного шизонта. Це був овальної форми паразит, який мав розміри 33 х 50 мкм. За зовнішнім виглядом ця форма нагадувала попередні, за винятком відсутності вакуолей. Через 124 години тканинний шизонт був вже на стадії морули з мерозоїтами всередині.  Вже через 14 годин в еритроцитах мавп спостерігали ранні еритроцитарні форми. Таким чином, загалом тканинна шизогонія триває близько 128 годин. 

### Еритроцитарна шизогонія
Під час еритроцитарної шизогонії молоді трофозоїти у стадії кільця можуть утворюватися як в макак, так і в людей у значній кількості еритроциів. Вони нагадують такі кільця Plasmodium falciparum, але на відміну ядра P. knowlesi сферичні та більші за діаметром, містяться всередині кільця. Аплікаційні форми з'являються разом із звичайними кільцями, що містять одну або більше додаткових хроматинових точок. При кінцевому зростанні неамебоїдні кільця можуть займати половину або більше еритроциту хазяїна. На цьому етапі росту з'являються смужкові форми, що нагадують такі в Plasmodium malariae. При втраті вакуолі паразит стискається, стає компактним, а пігмент з'являється у вигляді темних зерен. Ядро збільшується в розмірах і забарвлюється інтенсивно у червоний колір. Цитоплазма фарбується у інтенсивно синій колір. В еритроциті-хазяїні з'являється певна зернистість, яку називають «Синтоновсько-Маллігановською», оскільки ця зернистість не нагадує таку при зростанні Plasmodium vivax і Plasmodium ovale, де утворюється зернистість Шюффнера. З початком шизогонії ядро розділяється і процес триває до тих пір, поки не утворюються максимально до 16 мерозоїтів, в середньому 10. Шизогонія призводить до певного скорочення паразиту, але з подальшим розвитком, він з часом заповнює еритроцит хазяїна. Спочатку пігмент розкидається по клітині, але надалі збирається в одну або декілька жовтувато-чорних плямок, а з часом — в єдину велику пляму в зрілих шизонтів.
Ранні статеві форми (гаметоцити) можуть бути виявлені як малі тверді тіла, що, як видається, ростуть повільніше, ніж безстатеві форми. Ймовірно потрібно 48 годин, щоб завершити їхній розвиток. Цей паразит, як і деякі інші види, зокрема P. eylesi та P. jefferyi, демонструє значну різницю забарвлення чоловічої і жіночої гамети. Зрілий макрогаметоцит (жіноча клітина), як правило, сферичний і заповнює еритроцит, який може збільшитися до діаметра 8,5 мкм. Цитоплазма плямиться яскраво синьою, а ядро, розташоване ексцентрично, має чітке рожеве забарвлення, що охоплює більш забарвлену нерегулярну ділянку. Гранули чорного пігменту чітко виділяються і розсіяні в цитоплазмі. Мікрогематоцит (чоловіча клітина) іноді менший, ніж зростаючий плазмодій, але це не завжди вірно. Цитоплазма плямиться рожевим, а ядро має темніший відтінок. Ядро становить приблизно половину тіла мікрогематоцита і не має пігментних гранул. Останні забарвлені в чорний колір і розсіяні в цитоплазмі. Нестатевий цикл (еритроцитарна шизогонія) в крові триває 24 години, єдиний приклад циклічного циклу серед малярійних плазмодіїв приматів.

### Спорогонія
Розвиток статевих форм Plasmodium knowlesi аж до появи спорозоїтів у слинних залозах виявлено у комарів видів Anopheles annularis, A. aztecus, A. stephensi, A. atroparvus, A. balabacensis і A. freeborni. Тоді як в деяких інших видів комарів цього роду розвиток Plasmodium knowlesi практично не відбувається. Інфективні спорозоїти з'являються в слинних залозах на 11-15-й день.

## Головні особливості Plasmodium knowlesi
При малярії, яку спричинює P. knowlesi, в печінці при тканинної шизогонії гіпнозоїтів не знайдено, що виключає можливість формування пізніх рецидивів хвороби, як це відбувається у Plasmodium vivax. Таким чином його гіпотетичне поширення у помірні широти не є актуальним. Для еритроцитарної шизогонії характерно швидке накопичення великої кількості паразитів, що робить цього паразита потенційно злоякісним плазмодіїм, якого певною мірою можна порівнювати з Plasmodium falciparum. Для зараження еритроцитів паразит використовує Даффі-антиген, що гіпотетично обмежує його укорінення в Африці, через неможливість його поширення в негритянських популяціях. Певне збільшення хворих людей, уражених цим видом плазмодія, відбулось у Південно-Східній Азії тільки в тих регіонах, де через вирубку лісів зменшилась кількість мешкаючих там мавп, що перемкнуло комарів на харчування кров'ю людей. 

## Перебіг хвороби, який спричинює цей вид плазмодія
Детальніші відомості з цієї теми ви можете знайти в статті Малярія.
У мавп ця хвороба перебігає блискавично внаслідок чого, майже завжди, настає їхня смерть. Дослідження спорозоїт-індукованої малярії показали, що плазмодії вперше проявляються в периферичній крові на 6-й день. Рівень паразитемії різко збільшується починаючи з 10-го дня і досягав приблизно 3,5 паразитів на 100 еритроцитів на 11-й день. У цей час перші тварини загинули. Рівень паразитемії продовжував зростати до 13-го дня, після чого він вирівнявся приблизно до 12 паразитів на 100 еритроцитів. Середній час настання смерті склав 13,6 дні з інтервалом від 11 до 16 днів.
Проведені дослідження клінічного перебігу у людей показали, що особи негритянської раси є малочутливими, в них хвороба перебігає легко. У європейців перебіг експериментальної малярії є нетяжким, кількість плазмодієв у крові не перевищує загалом 100 на 100 тисяч еритроцитів. Клінічні дослідження довели, що в цілому цей вид плазмодія є більш патогенним для мавп, аніж для людей.  